# Pestonjee
Pestonjee to indyjski dramat  zrealizowany w 1988 roku przez  autorkę artystycznego kina, aktorkę i reżyserkę teatralną  Vijayę Mehtę, nagrodzoną w 1984 reżyserię za Party.  Dramat psychologiczny ze środowiska bombajskich Parsów z lat 50.-60. W centrum filmu są ewoluujące w czasie relacje dwóch przyjaciół i małżeństwa jednego z nich z kobietą, w której drugi jest zakochany. W rolach głównych aktorzy niezależnego kina Indii – Naseeruddin Shah i Shabana Azmi. Obok nich Anupam Kher i jego żona Kirron Kher.

## Fabuła
Pirogshah Pithawala, zwany Piroj (Naseeruddin Shah) i Pestonjee (Anupam Kher) to dwójka przyjaciół ze środowiska bombajskich Parsów. Głośna radość życia Pestonjee dobrze harmonizuje z drażliwą nieśmiałością Piroja. Jego niezdecydowanie przy wyborze narzeczonej doprowadza do nieszczęśliwego obrotu spraw. Jeroo (Shabana Azmi) poślubia Pestonjee. Wyjechawszy z Bombaju do małego miasteczka Bhusawal Piroj uczy się żyć cudzym życiem, czekając na listy od przyjaciela, modląc się o dziecko Jeroo i Pestonjee.
Mija pięć lat. Piroj przyjeżdża do Bombaju ciesząc się na niespodziankę, jaką zrobi przyjaciołom swą nagłą wizytą, Rozczarowuje się. Skromna, pełna słodyczy Jeroo, która oczarowała go swoją grą na pianinie zamieniła się w pokrzykującą na służbę zgorzkniałą kobietę w papilotach. Pestonjee unika i spotkania z przyjacielem i powrotów do własnego domu. Piroj odkrywa jego tajemnicę. Pestonjee stworzył sobie drugi szczęśliwszy dom w mieszkaniu Sony Mistry, wyzwolonej prawniczki (Kirron Kher). Wzburzony Piroj oskarża swego przyjaciela. Dochodzi między nimi do kłótni....

## Obsada
- Shabana Azmi	... 	Jeroo
- Anupam Kher	... 	Pestonjee (Pesi)
- Naseeruddin Shah	... 	Pirojshah Pithawala
- Kirron Kher	... 	Soona Mistry
- Farroukh Mehta
- Chandu Parkhi
- Dady Sarkari
- Cyprus Dastoor
- Dady Dustoor